# Юрки (Острудский повет)
Юрки (пол. Jurki) — деревня в Польше, находятся в Острудском повяте Варминьско-Мазурского воеводства, относится к гмине Моронг. Находится в 4 км к северу от Моронга.
Деревня упоминается в документах 1402 года и 1408 года. Первоначальное название — Юргенталь. В 1782 году в деревне было 58 домов («дымов»), в 1858 году в 111 домашних хозяйствах было 785 жителей. В 1937-39 годах здесь было 847 жителей. До 1945 года деревня называлась Георгенталь (нем. Georgenthal), затем до 1946 года — Юрково. В 1973 году деревня относилась к Моронгскому повяту. В 1975—1998 годы административно относилось к Ольштынскому воеводству.